# Heinrich Türler
Pour les articles homonymes, voir Türler.
Heinrich Türler, né le 6 juillet 1861 à Bienne et mort le 12 novembre 1933 à Berne, est un historien suisse.

## Biographie
Heinrich Türler est le fils d'un horloger, Jean Henri Türler et d'Henriette Louise Wilhelmine Teutsch. Il étudie la philologie classique, l'histoire et le droit aux universités de Berne et de Munich. En 1889 il obtient le brevet bernois d'avocat et en 1890 il épouse Hildegard Franziska Zgraggen.
En 1891, le gouvernement cantonal de Berne lui confie l'office d'archiviste d'État nouvellement créé. Sous sa direction et sa coopération, les huitième et neuvième volumes de Fontes rerum bernensium sont écrits. En 1898, il reçoit un doctorat honoris causa de l'université de Berne et, la même année, il est admis à la Faculté de philosophie. Deux ans plus tard, il devient professeur privé et, en 1904, professeur associé de sciences archivistiques (à partir de 1917) à l'université de Berne. En 1913, il épouse en secondes noces Emma Bertha Hirt et, en 1914, le Conseil fédéral le nomme archiviste fédéral.
Heinrich Türler travaille sur des thèmes politiques, juridiques et historiques, ecclésiastiques et artistiques du Moyen Âge et des temps modernes. Il écrit environ 400 textes au cours de sa vie. Il travaille pour Fontes rerum bernensium, publié le livre de poche Neue Berner Taschenbuch, publié dans le Blätter für bernische Geschichte, Kunst und Altertumskunde, le bulletin de l'association étudiante Helvetia, est co-auteur des deux volumes de Das Bürgerhaus im Kanton Bern et éditeur du Dictionnaire historique et biographique de la Suisse. De 1917 à 1920, il est président de l'Association historique du canton de Berne et membre du Conseil d'administration de la Société suisse d'histoire.
En tant qu'avocat, Türler joue un rôle majeur dans la loi cantonale bernoise sur les âges de l'art (1902). Pendant la Première Guerre mondiale, en tant que lieutenant-colonel, il est le grand juge de la Division de campagne 5 et il dirige le procès de l'affaire des colonels.

## Distinction
- 1898 : Docteur honoris causa de l'université de Berne[7]

## Archives
- Nachlass Heinrich Türler (1800–1930), Archives de l'État de Berne, N Türler
- Streubestände, Bibliothèque de la Bourgeoisie de Berne

## Œuvres
- Heinrich Türler: Festgabe für Bundesarchivar Heinrich Türler, Prof. Dr. h. c. zu seinem 70. Geburtstage am 6. Juli 1931. In: Historischer Vereins des Kantons Bern und Freunde des Jubilars (Hrsg.): Archiv des Historischen Vereins des Kantons Bern. volume 31. Berne 1931.
- Die Arbeiten des Architekten Carl v. Sinner in den Jahren 1776 bis Ende 1794, in: Neues Berner Taschenbuch auf das Jahr 1924, page 214–239 online
- Heinrich Türler und Emanuel Jirka Propper: Das Bürgerhaus im Kanton Bern, II. Teil, Zürich 1922.
- Heinrich Türler: Das Schloss Signau. In: Freunde vaterländischer Geschichte (Hrsg.): Neues Berner Taschenbuch. volume 10. Berne 1905, page 243–261
- Bernische Jahrzeitbücher. In: Historischer Vereins des Kantons Bern (Hrsg.): Archiv des Historischen Vereins des Kantons Bern. Band 16. Bern 1902, page 403–473,
- Aktenstücke über das Schützenwesen, in: Neues Berner Taschenbuch auf das Jahr 1902, Bern 1901, S. 295–307. DOI 10.5169/seals-127733
- Über den Ursprung der Zigerli von Ringoltingen und über Thüring von Ringoltingen. In: Neues Berner Taschenbuch, volume 7 (1901) Digitalisat
- Die Altäre und Kaplaneien des Münsters in Bern vor der Reformation. In: Neues Berner Taschenbuch auf das Jahr 1896. page 70–118. doi:10.5169/seals-126600
- Ueber die Thürme und Ringmauern der Stadt Bern. In: Neues Berner Taschenbuch auf das Jahr 1896, page 164–165. Digitalisat
- Inventar des Staatsarchivs des Kantons Bern, Bern 1892.
- Heinrich Türler: Strafrechtliche Gutachten des geistlichen Conventes der Stadt Bern. In: Zeitschrift für Schweizer Strafrecht. volume 3. Bern 1890, page 423–436